# Giro dei Paesi Bassi 1976
Il Giro dei Paesi Bassi 1976, sedicesima edizione della corsa, si svolse dal 24 al 29 agosto 1976 su un percorso di 974 km ripartiti in 5 tappe (la quinta suddivisa in due semitappe) e un cronoprologo, con partenza da Deurne e arrivo a Simpelveld. Fu vinto dall'olandese Gerrie Knetemann della squadra Ti-Raleigh-Campagnolo davanti ai belgi Ludo Peeters e Jos Jacobs.

## Tappe
| Tappa  | Data      | Percorso                                    | km  | Vincitore di tappa    | Leader cl. generale |
| ------ | --------- | ------------------------------------------- | --- | --------------------- | ------------------- |
| Prol.  | 24 agosto | Deurne > Deurne (cron. a squadre)           | 4   | Ti-Raleigh-Campagnolo |                     |
| 1ª     | 25 agosto | Deurne > Sint Willebrord                    | 217 | Bas Hordijk           | Bas Hordijk         |
| 2ª     | 26 agosto | Sint Willebrord > Goes                      | 217 | Fedor den Hertog      | Fedor den Hertog    |
| 3ª     | 27 agosto | Goes > Budel                                | 215 | Andre Gevers          | Fedor den Hertog    |
| 4ª     | 28 agosto | Budel > Maastricht                          | 218 | Gerrie Knetemann      | Gerrie Knetemann    |
| 5ª-1ª  | 29 agosto | Maastricht > Simpelveld                     | 89  | Freddy Maertens       | Gerrie Knetemann    |
| 5ª-2ª  | 29 agosto | Simpelveld > Simpelveld (cron. individuale) | 14  | Freddy Maertens       | Gerrie Knetemann    |
| Totale | Totale    | Totale                                      | 974 |                       |                     |

## Dettagli delle tappe

### Prologo
- 24 agosto: Deurne > Deurne (cron. a squadre) – 4 km

| Pos. | Squadra                          | Tempo |
| ---- | -------------------------------- | ----- |
| 1    | Ti-Raleigh-Campagnolo            | 5'31" |
| 2    | Ijsboerke-Colnago                | a 2"  |
| 3    | Flandria-Velda-W-VL Vleesbedrijf | a 6"  |

| Pos. | Corridore | Squadra | Tempo |
| ---- | --------- | ------- | ----- |

### 1ª tappa
- 25 agosto: Deurne > Sint Willebrord – 217 km

| Pos. | Corridore        | Squadra    | Tempo    |
| ---- | ---------------- | ---------- | -------- |
| 1    | Bas Hordijk      | GBC        | 4h55'19" |
| 2    | Nidi den Hertog  | Frisol     | s.t.     |
| 3    | Piet van Katwijk | TI-Raleigh | a 3"     |

| Pos. | Corridore   | Squadra | Tempo |
| ---- | ----------- | ------- | ----- |
| 1    | Bas Hordijk | GBC     |       |

### 2ª tappa
- 26 agosto: Sint Willebrord > Goes – 217 km

| Pos. | Corridore        | Squadra   | Tempo    |
| ---- | ---------------- | --------- | -------- |
| 1    | Fedor den Hertog | Frisol    | 5h26'44" |
| 2    | Ludo Peeters     | Ijsboerke | a 4"     |
| 3    | Freddy Maertens  | Flandria  | a 6"     |

| Pos. | Corridore        | Squadra | Tempo |
| ---- | ---------------- | ------- | ----- |
| 1    | Fedor den Hertog | Frisol  |       |

### 3ª tappa
- 27 agosto: Goes > Budel – 215 km

| Pos. | Corridore       | Squadra    | Tempo    |
| ---- | --------------- | ---------- | -------- |
| 1    | Andre Gevers    | Lejeune-BP | 5h34'29" |
| 2    | Frank Arijs     | Ebo-Cinzia | a 31"    |
| 3    | Gerben Karstens | TI-Raleigh | s.t.     |

| Pos. | Corridore        | Squadra | Tempo |
| ---- | ---------------- | ------- | ----- |
| 1    | Fedor den Hertog | Frisol  |       |

### 4ª tappa
- 28 agosto: Budel > Maastricht – 218 km

| Pos. | Corridore         | Squadra    | Tempo    |
| ---- | ----------------- | ---------- | -------- |
| 1    | Gerrie Knetemann  | TI-Raleigh | 5h40'08" |
| 2    | Jos Jacobs        | Ijsboerke  | a 47"    |
| 3    | Michel Pollentier | Flandria   | s.t.     |

| Pos. | Corridore        | Squadra    | Tempo |
| ---- | ---------------- | ---------- | ----- |
| 1    | Gerrie Knetemann | TI-Raleigh |       |

### 5ª tappa - 1ª semitappa
- 29 agosto: Maastricht > Simpelveld – 89 km

| Pos. | Corridore        | Squadra    | Tempo    |
| ---- | ---------------- | ---------- | -------- |
| 1    | Freddy Maertens  | Flandria   | 2h22'41" |
| 2    | Piet van Katwijk | TI-Raleigh | s.t.     |
| 3    | Gerben Karstens  | TI-Raleigh | a 9"     |

| Pos. | Corridore        | Squadra    | Tempo |
| ---- | ---------------- | ---------- | ----- |
| 1    | Gerrie Knetemann | TI-Raleigh |       |

### 5ª tappa - 2ª semitappa
- 29 agosto: Simpelveld > Simpelveld (cron. individuale) – 14 km

| Pos. | Corridore         | Squadra    | Tempo  |
| ---- | ----------------- | ---------- | ------ |
| 1    | Freddy Maertens   | Flandria   | 20'43" |
| 2    | Michel Pollentier | Flandria   | a 44"  |
| 3    | Hennie Kuiper     | TI-Raleigh | a 56"  |

| Pos. | Corridore        | Squadra    | Tempo     |
| ---- | ---------------- | ---------- | --------- |
| 1    | Gerrie Knetemann | TI-Raleigh | 23h21'39" |
| 2    | Ludo Peeters     | Ijsboerke  | a 1'03"   |
| 3    | Jos Jacobs       | Ijsboerke  | a 1'46"   |

## Classifiche finali

### Classifica generale
| Pos. | Corridore         | Squadra                          | Tempo     |
| ---- | ----------------- | -------------------------------- | --------- |
| 1    | Gerrie Knetemann  | Ti-Raleigh-Campagnolo            | 23h21'39" |
| 2    | Ludo Peeters      | Ijsboerke-Colnago                | a 1'03"   |
| 3    | Jos Jacobs        | Ijsboerke-Colnago                | a 1'46"   |
| 4    | Michel Pollentier | Flandria-Velda-W-VL Vleesbedrijf | a 2'09"   |
| 5    | Eric Loder        | Flandria-Velda-W-VL Vleesbedrijf | a 2'52"   |
| 6    | Fedor den Hertog  | Frisol-Gazelle                   | a 2'58"   |
| 7    | Bert Pronk        | Ti-Raleigh-Campagnolo            | a 4'04"   |
| 8    | Freddy Maertens   | Flandria-Velda-W-VL Vleesbedrijf | a 5'47"   |
| 9    | Herman Beysens    | Flandria-Velda-W-VL Vleesbedrijf | a 6'25"   |
| 10   | Hennie Kuiper     | Ti-Raleigh-Campagnolo            | a 7'12"   |